# 2012年度SINA Music樂壇民意指數頒獎禮得獎名單
SINA Music樂壇民意指數頒獎禮2012，於2013年1月16日假九龍灣國際展貿中心展貿廳3舉行，主題為「微飛色舞．燃點SING光」，主持為農夫，當晚共頒發43個項目，其中18項「我最喜愛」獎項為由網民選舉得出，總共72個獎項，以下為當晚的得獎名單：

## 得獎名單

### SINA Music 最高收聽率二十大歌曲
- 《重口味》 ——陳奕迅
- 《連續劇》 ——容祖兒
- 《大過天》 ——Twins
- 《爛命鴛鴦》 ——劉浩龍
- 《人非草木》 ——吳雨霏
- 《Someday I'll Fly》 ——G.E.M.
- 《從此我的世界多了一秒》 ——孫耀威
- 《無力挽回》 ——周柏豪
- 《雙子情歌》 ——羅力威
- 《到此為止》 ——連詩雅
- 《頑石》 ——林峯
- 《冷笑話》 ——薛凱琪
- 《明明》 ——蔡卓妍
- 《臨崖勒馬》 ——謝安琪
- 《昨天》 ——Mr.
- 《我和秋天有個約會》 ——張敬軒
- 《一首歌》 ——小肥
- 《時空》 ——周國賢
- 《少數》 ——C AllStar
- 《Yellow Fever》 ——Dear Jane

### SINA Music 民意指數大獎
- 我最喜愛男新人
  - 馮允謙
  - 林德信
- 我最喜愛女新人
  - 陳僖儀
  - 鄭嘉嘉
- 我最喜愛新組合
  - Robynn & Kendy
  - Super Girls
- 我最喜愛演唱會
  - 《兜兜轉轉演唱會》——達明一派
- 我最喜愛至尊大碟
  - 《...3mm》 ——陳奕迅
- 我最喜愛至尊國語大碟
  - 《Moment》 ——容祖兒
- 我最喜愛男歌手(香港)
  - 張敬軒
- 我最喜愛女歌手(香港)
  - 謝安琪
- 我最喜愛組合 (香港)
  - Mr.
- 我最喜愛全國唱作人
  - 方大同
- 我最喜愛全國男歌手
  - 林峯
- 我最喜愛全國女歌手
  - 容祖兒
- 我最喜愛全國組合
  - Twins
- 我最喜愛至尊國語金曲
  - 《千紙鶴》 ——方大同
- 我最喜愛至尊金曲
  - 《重口味》——陳奕迅

### SINA Music 至尊大獎
- SINA Music 電視劇主題曲大獎
  - 《此時此刻》——薛凱琪
  - 《連續劇》——容祖兒
  - 《一生一心》——胡鴻鈞
- SINA Music 合唱歌曲大獎
  - 《雙子情歌》——容祖兒、羅力威
- SINA Music 對唱演繹金曲大獎
  - 《重口味Remix》 ——陳奕迅、譚詠麟
- SINA Music 改編歌曲大獎
  - 《面具》——許廷鏗
- SINA Music 原創歌曲大獎
  - 《爲執著乾杯》 ——藍奕邦
- SINA Music 網絡話題歌曲大獎
  - 《誰可聽我唱歌》 ——龍小菌
- SINA Music 最佳演繹歌曲
  - 《清空》 ——泳兒
- SINA Music 最高收視 MV 大獎
  - 《無力挽回》——周柏豪
  - 《頑石》——林峯
- SINA Music 跳舞歌曲大獎
  - 《第五類》——鄭融
  - 《Shout》——鍾舒漫
- SINA Music 國語歌曲大獎
  - 《矛盾》——陳奐仁
  - 《全職宅男》——羅力威
  - 《BB88》——方大同
- SINA Music 微訪談 - 最高瀏覽量大獎
  - 謝安琪
- SINA Music 最佳網絡營銷歌手
  - G.E.M.
- SINA Music 最高人氣關注歌手
  - 鍾欣桐
- SINA Music 躍進歌手
  - 吳若希
  - 關楚耀
- SINA Music 創作男歌手
  - 孫耀威
- SINA Music 創作女歌手
  - G.E.M.
- SINA Music 傑出表現男歌手大獎
  - 周柏豪
- SINA Music 傑出表現女歌手大獎
  - 吳雨霏
- SINA Music 傑出表現組合大獎
  - C AllStar
- SINA Music 卓越組合大獎
  - 達明一派
- SINA Music 創作概念大碟
  - 《A Second Thought》——孫耀威
- SINA Music 創作概念大碟(國語)
  - 《回到未來 Back To Wonderland》——方大同
- SINA Music 年度最高收聽率歌曲
  - 《到此為止》——連詩雅
- SINA Music 全碟試聽 –最高收聽率大碟
  - 《My January》——吳雨霏
- SINA Music 年度至尊歌手
  - 陳奕迅

### 微博發聲大獎
- 新浪微博發聲男歌手
  - 張敬軒
- 新浪微博發聲女歌手
  - 蔡卓妍

## 外部連結
- SINA Music樂壇民意指數頒獎禮2012

## 參看
- SINA Music樂壇民意指數頒獎禮